# Johnny Briceño
Pour les articles homonymes, voir Briceño.
Juan Antonio Briceño, dit Johnny Briceño ou John Briceño, né le 17 juillet 1960 à Orange Walk Town, est un homme politique bélizien. Il est Premier ministre du Belize depuis le 12 novembre 2020.
De 1998 à 2007, il est vice-Premier ministre au côté du Premier ministre Said Musa. Chef du Parti uni du peuple (PUP) depuis 2016, il est chef de l'opposition officielle de 2008 à 2011 et de 2016 à 2020. En janvier 2022, il accède à la présidence tournante de la Communauté caribéenne pour une durée de six mois.

## Biographie

### Situation personnelle
Juan Antonio Briceño naît à Orange Walk Town le 17 juillet 1960. Son père, Elijio Joe Briceño (1938-2016), a été président de la Belize Sugar Cane Farmers Association (en) et ministre de l'Énergie et des Communications.
Il est diplômé du Muffles College en 1978. Il obtient un diplôme d'associé en administration des affaires au St. John's College en 1980 et une licence en administration des affaires à l'université du Texas à Austin en 1985.
En 1990, avec son frère Jaime, il fonde Centaur Communications, un fournisseur de télévision par câble qui se diversifie ensuite dans les services Internet, les journaux télévisés et la radio.

### Parcours politique
Briceño est élu pour la première fois à la Chambre des représentants du Belize, dans la circonscription d'Orange Walk Central, en 1993. En 1994, il se présente aux élections municipales à Orange Walk Town et siège au sein du conseil municipal pendant deux mandats, de 1994 à 2001.
La même année, il est élu coprésident du Parti uni du peuple (PUP) et, en 1996, il devient chef adjoint du parti. Après la victoire du PUP aux élections législatives de 1998 (en), Johnny Briceño est nommé vice-Premier ministre et ministre des Ressources naturelles et de l'Environnement.
En août 2004, il est l'un des sept ministres à réclamer le départ du gouvernement du ministre des Finances, Ralph Fonseca (en), dénonçant une mauvaise gestion des finances publiques. Alors que le Premier ministre Said Musa refuse de renvoyer Fonseca, les ministres démissionnent, mais un compromis est finalement trouvé et ceux-ci restent au gouvernement. Johnny Briceño hérite du portefeuille des Finances tout en conservant ses attributions précédentes, mais il s'oppose bientôt à la proposition de Musa de régler la dette des services universels de santé du pays ; le Premier ministre tente de le rétrograder de son poste de vice-Premier ministre, mais Briceño refuse les postes inférieurs qui lui sont proposés et quitte le gouvernement le 5 juin 2007.
Lors de la convention nationale du PUP de 2007, il est réélu chef adjoint du parti. Lors des élections législatives de 2008 (en), au cours desquelles le PUP est battu, Johnny Briceño est réélu dans sa circonscription d'Orange Walk Central, alors que seuls cinq autres candidats du parti sont élus lors de ce scrutin.
Le 30 mars 2008, il est élu à la tête du PUP lors d'une convention du parti à Belmopan, succédant à Said Musa. Il bat Francis Fonseca, considéré comme favori, en obtenant 330 voix contre 310. Briceño démissionne de ses fonctions de chef du PUP et de chef de l'opposition en octobre 2011 pour des raisons de santé, sans avoir mené le parti à une élection générale. Il conserve son siège à la Chambre des représentants. Fonseca lui succède dans ces deux postes.
En mars 2015, peu après la défaite décisive du PUP aux élections municipales (en), un enregistrement de Briceño critiquant vivement le gouvernement Musa de 1998 à 2008 est rendu public. Dans cet enregistrement, Briceño accuse Said Musa et Ralph Fonseca d'avoir volé « des millions, des dizaines de millions de dollars » et déclare : « S'il s'était agi d'un autre pays, ils seraient en prison à l'heure qu'il est ». Johnny Briceño affirme également qu'il s'est endetté personnellement en tant que chef du PUP au nom du parti, et reproche à Francis Fonseca d'avoir perdu les élections législatives et municipales de 2012 (en). Johnny Briceño déclare que l'enregistrement a été réalisé sans son consentement et refuse de le commenter. Francis Fonseca présente l'incident comme une « affaire interne au parti ».
Revenu à la tête du PUP en 2016, Briceño remporte les élections législatives de 2020 face au Parti démocratique uni, mené par Patrick Faber. Il devient ainsi Premier ministre du Belize le 12 novembre 2020. Il est le premier chef du gouvernement bélizien à ne être pas originaire de Belize City.
Le 4 mai 2023, il critique le refus de Rishi Sunak de présenter des excuses pour le rôle du Royaume-Uni dans la traite transatlantique des esclaves et déclare qu'il est « très probable » que le Belize soit le prochain royaume du Commonwealth à devenir une république. Toutefois, Briceño se heurte à une opinion publique défavorable à cette idée, The San Pedro Sun (en) indiquant que la plupart des Béliziens estiment que le pays n'est pas prêt à devenir une république.
Le 13 mars 2025, il est reconduit dans ses fonctions de Premier ministre, après la victoire de son parti aux élections législatives.

### Vie privée
Johnny Briceño est marié à Rossana (diplômée en 1986 du Muffles College) ; ils ont trois fils. Le 24 novembre 2020, deux semaines après le début de son mandat de Premier ministre, il est testé positif à la Covid-19.